# Risto Moisejeff
Risto Moisejeff – fiński biathlonista. W Pucharze Świata zadebiutował 1 marca 1984 roku w Oberhofie, gdzie zajął 41. miejsce w biegu indywidualnym. Pierwsze pucharowe punkty zdobył 15 marca 1986 roku w Boden, zajmując 14. miejsce w sprincie. Nigdy nie stanął na podium zawodów indywidualnych, jednak dwukrotnie dokonał tego w zawodach drużynowych: 7 marca 1986 roku w Lahti (razem z Antero Lähde, Arto Jääskeläinenem i Tapio Piiponenem) i 22 lutego 1987 roku w Canmore (razem z Lähde, Juhą Tellą i Piiponenem) zajmował trzecie miejsce w sztafecie. Najlepsze wyniki osiągnął w sezonie 1985/1986, kiedy zajął 28. miejsce w klasyfikacji generalnej. W 1987 roku wystartował na mistrzostwach świata w Lake Placid, zajmując 28. miejsce w biegu indywidualnym i piąte miejsce w sztafecie. Nigdy nie brał udziału w igrzyskach olimpijskich.

## Osiągnięcia

### Mistrzostwa świata
| Rok  | Miejscowość | Konkurencje | Konkurencje | Konkurencje | Konkurencje | Konkurencje | Konkurencje | Konkurencje |
| Rok  | Miejscowość | IN          | SP          | PU          | MS          | RL          | MR          | SR          |
| ---- | ----------- | ----------- | ----------- | ----------- | ----------- | ----------- | ----------- | ----------- |
| 1987 | Lake Placid | 28.         | –           | nd.         | nd.         | 5.          | nd.         | –           |

### Puchar Świata

#### Miejsca w klasyfikacji generalnej
| Sezon     | Miejsce |
| --------- | ------- |
| 1983/1984 | -       |
| 1985/1986 | 28.     |
| 1986/1987 | 69.     |
| 1987/1988 | -       |

#### Miejsca na podium chronologicznie
Moisejeff nigdy nie stanął na podium zawodów PŚ.